# Communes de la province d'Oristano
- Haut – A
- B
- C
- D
- E
- F
- G
- H
- I
- J
- K
- L
- M
- N
- O
- P
- Q
- R
- S
- T
- U
- V
- W
- X
- Y
- Z

## A
- Abbasanta
- Aidomaggiore
- Albagiara
- Ales
- Allai
- Arborea
- Ardauli
- Assolo
- Asuni

## B
- Baradili
- Baratili San Pietro
- Baressa
- Bauladu
- Bidonì
- Bonarcado
- Boroneddu
- Bosa
- Busachi

## C
- Cabras
- Cuglieri
- Curcuris

## F
- Flussio
- Fordongianus

## G
- Genoni
- Ghilarza
- Gonnoscodina
- Gonnosnò
- Gonnostramatza

## L
- Laconi

## M
- Magomadas
- Marrubiu
- Masullas
- Milis
- Modolo
- Mogorella
- Mogoro
- Morgongiori

## N
- Narbolia
- Neoneli
- Norbello
- Nughedu Santa Vittoria
- Nurachi
- Nureci

## O
- Ollastra
- Oristano

## P
- Palmas Arborea
- Pau
- Paulilatino
- Pompu

## R
- Riola Sardo
- Ruinas

## S
- Sagama
- Samugheo
- San Nicolò d'Arcidano
- San Vero Milis
- Santa Giusta
- Santu Lussurgiu
- Scano di Montiferro
- Sedilo
- Seneghe
- Senis
- Sennariolo
- Siamaggiore
- Siamanna
- Siapiccia
- Simala
- Simaxis
- Sini
- Siris
- Soddì
- Solarussa
- Sorradile
- Suni

## T
- Tadasuni
- Terralba
- Tinnura
- Tramatza
- Tresnuraghes

## U
- Ula Tirso
- Uras
- Usellus

## V
- Villa Sant'Antonio
- Villa Verde
- Villanova Truschedu
- Villaurbana

## Z
- Zeddiani
- Zerfaliu